# Zhejiang Geely Holding Group
De Zhejiang Geely Holding Group (ZGH) is een Chinees bedrijf met belangen in de auto-industrie. Het bedrijf werd in 1986 opgericht door Li Shu Fu. Hij is nog steeds een grootaandeelhouder en belangrijk bestuurslid bij de groep. Het bedrijf maakte eerste koelkasten en later brom- en motorfietsen en onderdelen hiervoor en vanaf 1997 werd het actief in de automobielsector. Het hoofdkantoor staat in Hangzhou aan de Chinese oostkust.
In 1997 werd Geely Automobile opgericht. Het jaar erop werd de eerste auto geproduceerd en in 2001 kreeg het van de regering officieel toestemming om als niet-staatsbedrijf personenwagens te produceren en te verkopen. In 2004 produceerde het bedrijf 100.000 auto’s en het jaar erop werd het aandeel Geely Automobile genoteerd op de Hong Kong Stock Exchange. Per eind 2017 had ZGH nog 44% van de aandelen Geely Automobile in handen.
Op 2 augustus 2010 nam ZGH Volvo Cars over van Ford voor 1,8 miljard dollar. Volvo Cars opereert onafhankelijk van Geely Automobile maar ze werken samen op deelterreinen. Medio 2017 werd de joint venture Lynk & Co opgericht en Volvo en Geely Automobile gaan hierbinnen platformen en motortechnologie delen. Volvo Cars heeft een belang van 30% in de joint venture, Geely 50% en ZGH 20%. In mei 2018 maakte ZGH bekend Volvo Cars nog dit jaar naar de beurs te brengen. Een beursnotering in Zweden en op de Hong Kong Stock Exchange wordt overwogen. De waarde van Volvo wordt door de Chinese eigenaar geschat op zo’n 16 tot 30 miljard dollar (zo’n 13 tot 25 miljard euro).
In februari 2018 kocht ZGH een belang van 9,69% in Daimler en werd daarmee de grootste aandeelhouder in het Duitse bedrijf. De waarde van het aandelenpakket bedraagt ongeveer 7,2 miljard euro. Li Shu Fu heeft aangegeven te willen samenwerken bij de ontwikkeling van elektrische auto's. Hij ambieert ook een plek in het bestuur van Daimler.
Eerder waren ZGH en vrachtwagenfabrikant Volvo AB een aandelendeal overeengekomen. In april 2018 gaven de Chinese autoriteiten toestemming aan ZGH om een belang van 8,2% te kopen in Volvo AB. Cevian Capital verkocht zijn belang voor ongeveer US$ 3,3 miljard. Er bestaan geen plannen om de twee Volvo bedrijven weer bij elkaar te voegen. Volvo heeft belangen in China, het heeft 45% van de aandelen van Dongfeng Commercial Vehicles, een van China's grootste vrachtwagenproducenten, en maakt er ook machines voor de bouw. Shu Fu was al eerder bestuurslid geworden bij Volvo AB. Bij Volvo waren ze echter niet gecharmeerd van zijn actie om een belang in Daimler te kopen en is zijn bestuursfunctie vervallen.
Medio 2017 werd ZGH grootaandeelhouder in de Maleisische aufofabrikant Proton. Het kocht een belang van 49,9%. Verder nam het Chinese bedrijf het meerderheidsbelang van 51% in Lotus over van Proton. Proton's fabriek in Tanjung Malim zal worden gebruikt om de Geely Boyue te produceren. De fabriek heeft een capaciteit van 350.000 voertuigen per jaar, maar hiervan wordt maar een klein deel daadwerkelijk benut.
In september 2018 kocht het een meerderheidsbelang van 52% in de Deense Saxo Bank. Geely wil diversificeren in de financiële sector.
Vanaf eind september 2022 is het bedrijf aandeelhouder geworden in Aston Martin met een belang van 7,6%.
ZGH telde begin 2018 meer dan 80.000 medewerkers, waarvan 42.000 bij Geely Automobile en 38.000 bij Volvo Cars.
Op 10 mei 2024 werd Zeekr een beursgenoteerd bedrijf aan de New York Stock Exchange. Nog geen jaar later, op 7 mei 2025, heeft Geely Automobile Holdings een bod gedaan op alle aandelen Zeekr die het niet in handen heeft. Geely is al meerderheidsaandeelhouder en biedt US$ 25,66 per aandeel. De aandeelhouders van Zeekr kunnen kiezen voor een betaling in contanten of een combinatie van geld en aandelen.